# UEFA Youth League 2014-2015
Navigation
Édition précédente Édition suivante
L'UEFA Youth League 2014-2015 est la 2e édition de l'UEFA Youth League. 32 clubs européens doivent y participer. La finale se déroule en 2015.
C'est une compétition de football réservée aux joueurs de moins de 19 ans. Elle oppose les équipes de moins de 19 ans des clubs professionnels qualifiés pour la Ligue des champions de l'UEFA 2014-2015.
La phase de groupes est calquée sur celle de la Ligue des champions de l'UEFA 2014-2015.

## Participants
| Phase de groupes | Phase de groupes | Phase de groupes | Phase de groupes | Phase de groupes | Phase de groupes | Phase de groupes | Phase de groupes | Phase de groupes | Phase de groupes | Phase de groupes | Phase de groupes | Phase de groupes | Phase de groupes | Phase de groupes | Phase de groupes | Phase de groupes | Phase de groupes | Phase de groupes | Phase de groupes | Phase de groupes | Phase de groupes | Phase de groupes | Phase de groupes |
| --- | --- | --- | --- | --- | --- | --- | --- | --- | --- | --- | --- | --- | --- | --- | --- | --- | --- | --- | --- | --- | --- | --- | --- |
| - Liverpool FC - Manchester City - Chelsea - Arsenal - FC Barcelone - Real Madrid - Atlético Madrid - Athletic Bilbao | - Liverpool FC - Manchester City - Chelsea - Arsenal - FC Barcelone - Real Madrid - Atlético Madrid - Athletic Bilbao | - Liverpool FC - Manchester City - Chelsea - Arsenal - FC Barcelone - Real Madrid - Atlético Madrid - Athletic Bilbao | - Liverpool FC - Manchester City - Chelsea - Arsenal - FC Barcelone - Real Madrid - Atlético Madrid - Athletic Bilbao | - Liverpool FC - Manchester City - Chelsea - Arsenal - FC Barcelone - Real Madrid - Atlético Madrid - Athletic Bilbao | - Liverpool FC - Manchester City - Chelsea - Arsenal - FC Barcelone - Real Madrid - Atlético Madrid - Athletic Bilbao | - Bayern Munich - Borussia Dortmund - Bayer Leverkusen - Schalke 04 - Juventus - AS Rome - Benfica Lisbonne - FC Porto | - Bayern Munich - Borussia Dortmund - Bayer Leverkusen - Schalke 04 - Juventus - AS Rome - Benfica Lisbonne - FC Porto | - Bayern Munich - Borussia Dortmund - Bayer Leverkusen - Schalke 04 - Juventus - AS Rome - Benfica Lisbonne - FC Porto | - Bayern Munich - Borussia Dortmund - Bayer Leverkusen - Schalke 04 - Juventus - AS Rome - Benfica Lisbonne - FC Porto | - Bayern Munich - Borussia Dortmund - Bayer Leverkusen - Schalke 04 - Juventus - AS Rome - Benfica Lisbonne - FC Porto | - Bayern Munich - Borussia Dortmund - Bayer Leverkusen - Schalke 04 - Juventus - AS Rome - Benfica Lisbonne - FC Porto | - Sporting CP - Paris Saint-Germain - AS Monaco - CSKA Moscou - Zénith Saint-Pétersbourg - Ajax Amsterdam - Shakhtar Donetsk - Olympiakos | - Sporting CP - Paris Saint-Germain - AS Monaco - CSKA Moscou - Zénith Saint-Pétersbourg - Ajax Amsterdam - Shakhtar Donetsk - Olympiakos | - Sporting CP - Paris Saint-Germain - AS Monaco - CSKA Moscou - Zénith Saint-Pétersbourg - Ajax Amsterdam - Shakhtar Donetsk - Olympiakos | - Sporting CP - Paris Saint-Germain - AS Monaco - CSKA Moscou - Zénith Saint-Pétersbourg - Ajax Amsterdam - Shakhtar Donetsk - Olympiakos | - Sporting CP - Paris Saint-Germain - AS Monaco - CSKA Moscou - Zénith Saint-Pétersbourg - Ajax Amsterdam - Shakhtar Donetsk - Olympiakos | - Sporting CP - Paris Saint-Germain - AS Monaco - CSKA Moscou - Zénith Saint-Pétersbourg - Ajax Amsterdam - Shakhtar Donetsk - Olympiakos | - Galatasaray SK - RSC Anderlecht - NK Maribor - FC Bâle - Ludogorets Razgrad - BATE Borisov - APOEL Nicosie - Malmö FF | - Galatasaray SK - RSC Anderlecht - NK Maribor - FC Bâle - Ludogorets Razgrad - BATE Borisov - APOEL Nicosie - Malmö FF | - Galatasaray SK - RSC Anderlecht - NK Maribor - FC Bâle - Ludogorets Razgrad - BATE Borisov - APOEL Nicosie - Malmö FF | - Galatasaray SK - RSC Anderlecht - NK Maribor - FC Bâle - Ludogorets Razgrad - BATE Borisov - APOEL Nicosie - Malmö FF | - Galatasaray SK - RSC Anderlecht - NK Maribor - FC Bâle - Ludogorets Razgrad - BATE Borisov - APOEL Nicosie - Malmö FF | - Galatasaray SK - RSC Anderlecht - NK Maribor - FC Bâle - Ludogorets Razgrad - BATE Borisov - APOEL Nicosie - Malmö FF |

## Phase de groupes

### Matchs et classements
Légende des classements
- Qualifié pour les huitièmes de finale

Légende des résultats
- Victoire à domicile
- Match nul
- Victoire à l'extérieur

#### Groupe A
| Rang | Équipe          | Pts | J | G | N | P | Bp | Bc | Diff |  | Résultats (▼ dom., ► ext.) |     |     |     |     |
| ---- | --------------- | --- | - | - | - | - | -- | -- | ---- |  | -------------------------- | --- | --- | --- | --- |
| 1    | Atlético Madrid | 15  | 6 | 5 | 0 | 1 | 11 | 5  | +6   |  | Atlético Madrid            |     | 0-2 | 1-0 | 3-1 |
| 2    | Olympiakos      | 13  | 6 | 4 | 1 | 1 | 12 | 4  | +8   |  | Olympiakos                 | 1-2 |     | 1-1 | 2-0 |
| 3    | Juventus FC     | 5   | 6 | 1 | 2 | 3 | 5  | 10 | -5   |  | Juventus FC                | 0-3 | 0-3 |     | 2-0 |
| 4    | Malmö FF        | 1   | 6 | 0 | 1 | 5 | 5  | 14 | -9   |  | Malmö FF                   | 1-2 | 1-3 | 2-2 |     |

#### Groupe B
| Rang | Équipe             | Pts | J | G | N | P | Bp | Bc | Diff |  | Résultats (▼ dom., ► ext.) |     |     |     |     |
| ---- | ------------------ | --- | - | - | - | - | -- | -- | ---- |  | -------------------------- | --- | --- | --- | --- |
| 1    | Real Madrid CF     | 12  | 6 | 4 | 0 | 2 | 19 | 7  | +12  |  | Real Madrid CF             |     | 4-1 | 2-0 | 6-0 |
| 2    | Liverpool FC       | 12  | 6 | 4 | 0 | 2 | 16 | 9  | +7   |  | Liverpool FC               | 3-2 |     | 3-0 | 4-0 |
| 3    | FC Bâle            | 12  | 6 | 4 | 0 | 2 | 17 | 9  | +8   |  | FC Bâle                    | 3-2 | 3-1 |     | 6-0 |
| 4    | Ludogorets Razgrad | 0   | 6 | 0 | 0 | 6 | 0  | 27 | -27  |  | Ludogorets Razgrad         | 0-5 | 0-3 | 0-3 |     |

#### Groupe C
| Rang | Équipe                   | Pts | J | G | N | P | Bp | Bc | Diff |  | Résultats (▼ dom., ► ext.) |     |     |     |     |
| ---- | ------------------------ | --- | - | - | - | - | -- | -- | ---- |  | -------------------------- | --- | --- | --- | --- |
| 1    | Benfica Lisbonne         | 13  | 6 | 4 | 1 | 1 | 12 | 8  | +4   |  | Benfica Lisbonne           |     | 0-0 | 4-1 | 3-0 |
| 2    | Zénith Saint-Pétersbourg | 10  | 6 | 3 | 1 | 2 | 12 | 9  | +3   |  | Zénith Saint-Pétersbourg   | 5-1 |     | 0-3 | 0-3 |
| 3    | Bayer Leverkusen         | 6   | 6 | 2 | 0 | 4 | 12 | 14 | -2   |  | Bayer Leverkusen           | 2-3 | 1-4 |     | 4-0 |
| 4    | AS Monaco                | 6   | 6 | 2 | 0 | 4 | 7  | 12 | -5   |  | AS Monaco                  | 0-1 | 1-3 | 3-1 |     |

#### Groupe D
| Rang | Équipe            | Pts | J | G | N | P | Bp | Bc | Diff |  | Résultats (▼ dom., ► ext.) |     |     |     |     |
| ---- | ----------------- | --- | - | - | - | - | -- | -- | ---- |  | -------------------------- | --- | --- | --- | --- |
| 1    | RSC Anderlecht    | 13  | 6 | 4 | 1 | 1 | 14 | 8  | +6   |  | RSC Anderlecht             |     | 4-3 | 2-0 | 5-0 |
| 2    | Arsenal FC        | 12  | 6 | 4 | 0 | 2 | 15 | 8  | +7   |  | Arsenal FC                 | 1-2 |     | 5-1 | 1-0 |
| 3    | Galatasaray SK    | 6   | 6 | 2 | 0 | 4 | 10 | 17 | -7   |  | Galatasaray SK             | 3-0 | 1-3 |     | 3-2 |
| 4    | Borussia Dortmund | 4   | 6 | 1 | 1 | 4 | 8  | 14 | -6   |  | Borussia Dortmund          | 1-1 | 0-2 | 5-2 |     |

#### Groupe E
| Rang | Équipe          | Pts | J | G | N | P | Bp | Bc | Diff |  | Résultats (▼ dom., ► ext.) |     |     |     |     |
| ---- | --------------- | --- | - | - | - | - | -- | -- | ---- |  | -------------------------- | --- | --- | --- | --- |
| 1    | Manchester City | 18  | 6 | 6 | 0 | 0 | 22 | 4  | +18  |  | Manchester City            |     | 2-1 | 6-0 | 4-2 |
| 2    | AS Roma         | 9   | 6 | 3 | 0 | 3 | 9  | 10 | -1   |  | AS Roma                    | 0-4 |     | 1-0 | 3-1 |
| 3    | Bayern Munich   | 6   | 6 | 2 | 0 | 4 | 8  | 18 | -10  |  | Bayern Munich              | 1-4 | 3-2 |     | 3-2 |
| 4    | CSKA Moscou     | 3   | 6 | 1 | 0 | 5 | 8  | 15 | -7   |  | CSKA Moscou                | 0-2 | 0-2 | 3-1 |     |

#### Groupe F
| Rang | Équipe              | Pts | J | G | N | P | Bp | Bc | Diff |  | Résultats (▼ dom., ► ext.) |     |     |     |     |
| ---- | ------------------- | --- | - | - | - | - | -- | -- | ---- |  | -------------------------- | --- | --- | --- | --- |
| 1    | Ajax Amsterdam      | 14  | 6 | 4 | 2 | 0 | 19 | 7  | +12  |  | Ajax Amsterdam             |     | 1-0 | 6-1 | 4-1 |
| 2    | FC Barcelone        | 9   | 6 | 2 | 3 | 1 | 10 | 7  | +3   |  | FC Barcelone               | 2-2 |     | 0-0 | 3-0 |
| 3    | Paris Saint-Germain | 8   | 6 | 2 | 2 | 2 | 15 | 14 | +1   |  | Paris Saint-Germain        | 3-6 | 2-2 |     | 6-0 |
| 4    | APOEL Nicosie       | 1   | 6 | 0 | 1 | 5 | 3  | 19 | -16  |  | APOEL Nicosie              | 0-0 | 2-3 | 0-3 |     |

#### Groupe G
| Rang | Équipe      | Pts | J | G | N | P | Bp | Bc | Diff |  | Résultats (▼ dom., ► ext.) |     |     |     |     |
| ---- | ----------- | --- | - | - | - | - | -- | -- | ---- |  | -------------------------- | --- | --- | --- | --- |
| 1    | Chelsea FC  | 15  | 6 | 5 | 0 | 1 | 24 | 3  | +21  |  | Chelsea FC                 |     | 4-1 | 6-0 | 2-0 |
| 2    | Schalke 04  | 15  | 6 | 5 | 0 | 1 | 19 | 7  | +12  |  | Schalke 04                 | 2-0 |     | 3-0 | 5-0 |
| 3    | Sporting CP | 6   | 6 | 2 | 0 | 4 | 8  | 20 | -12  |  | Sporting CP                | 0-5 | 2-3 |     | 3-2 |
| 4    | NK Maribor  | 0   | 6 | 0 | 0 | 6 | 4  | 25 | -21  |  | NK Maribor                 | 0-7 | 1-5 | 1-3 |     |

#### Groupe H
| Rang | Équipe           | Pts | J | G | N | P | Bp | Bc | Diff |  | Résultats (▼ dom., ► ext.) |     |     |     |     |
| ---- | ---------------- | --- | - | - | - | - | -- | -- | ---- |  | -------------------------- | --- | --- | --- | --- |
| 1    | Shakhtar Donetsk | 14  | 6 | 4 | 2 | 0 | 15 | 3  | +12  |  | Shakhtar Donetsk           |     | 1-1 | 6-0 | 1-0 |
| 2    | FC Porto         | 9   | 6 | 2 | 3 | 1 | 7  | 5  | +2   |  | FC Porto                   | 1-1 |     | 2-0 | 2-0 |
| 3    | Athletic Bilbao  | 9   | 6 | 3 | 0 | 3 | 9  | 12 | -3   |  | Athletic Bilbao            | 0-2 | 3-1 |     | 4-0 |
| 4    | BATE Borisov     | 1   | 6 | 0 | 1 | 5 | 2  | 13 | -11  |  | BATE Borisov               | 1-4 | 0-0 | 1-2 |     |

## Phase finale

### Qualification et tirage au sort
Les huit premiers et les huit deuxièmes de chaque groupe participent à la phase finale, qui débute par les huitièmes de finale. Le tirage au sort du tableau final (des huitièmes de finale à la finale) de l'UEFA Youth League 2014-2015 a lieu le lundi 15 décembre 2014.
Deux équipes d'une même association nationale ne peuvent se rencontrer en huitièmes de finale, de même que deux équipes issues du même groupe. Cette limitation est levée à partir des quarts de finale.
| Groupe | 1er de groupe - Tête de série | 2e de groupe - Non-tête de série |
| ------ | ----------------------------- | -------------------------------- |
| A      | Atlético Madrid               | Olympiakos                       |
| B      | Real Madrid CF                | Liverpool FC                     |
| C      | Benfica Lisbonne              | Zénith Saint-Pétersbourg         |
| D      | RSC Anderlecht                | Arsenal FC                       |
| E      | Manchester City               | AS Roma                          |
| F      | Ajax Amsterdam                | FC Barcelone                     |
| G      | Chelsea FC                    | Schalke 04                       |
| H      | Shakhtar Donetsk              | FC Porto                         |

### Tableau final
|  | Huitièmes de finale                                         | Huitièmes de finale                                      | Huitièmes de finale                                      | Huitièmes de finale                                      |                  |                  | Quarts de finale                                      | Quarts de finale                                      | Quarts de finale                                      | Quarts de finale                                      |  |  | Demi-finales                        | Demi-finales                        | Demi-finales                        | Demi-finales                        |  |  | Finale                              | Finale                              | Finale                              | Finale                              |
|  |                                                             |                                                          |                                                          |                                                          |                  |                  |                                                       |                                                       |                                                       |                                                       |  |  |                                     |                                     |                                     |                                     |  |  |                                     |                                     |                                     |                                     |
|  | 23 février 2015, Stade Constant Vanden Stock, Anderlecht    | 23 février 2015, Stade Constant Vanden Stock, Anderlecht | 23 février 2015, Stade Constant Vanden Stock, Anderlecht | 23 février 2015, Stade Constant Vanden Stock, Anderlecht |                  |                  | 18 mars 2015, Stade Constant Vanden Stock, Anderlecht | 18 mars 2015, Stade Constant Vanden Stock, Anderlecht | 18 mars 2015, Stade Constant Vanden Stock, Anderlecht | 18 mars 2015, Stade Constant Vanden Stock, Anderlecht |  |  | 10 avril 2015, Stade Colovray, Nyon | 10 avril 2015, Stade Colovray, Nyon | 10 avril 2015, Stade Colovray, Nyon | 10 avril 2015, Stade Colovray, Nyon |  |  | 13 avril 2015, Stade Colovray, Nyon | 13 avril 2015, Stade Colovray, Nyon | 13 avril 2015, Stade Colovray, Nyon | 13 avril 2015, Stade Colovray, Nyon |
|  | RSC Anderlecht                                              | RSC Anderlecht                                           | 1                                                        | 1                                                        |                  |                  | 18 mars 2015, Stade Constant Vanden Stock, Anderlecht | 18 mars 2015, Stade Constant Vanden Stock, Anderlecht | 18 mars 2015, Stade Constant Vanden Stock, Anderlecht | 18 mars 2015, Stade Constant Vanden Stock, Anderlecht |  |  | 10 avril 2015, Stade Colovray, Nyon | 10 avril 2015, Stade Colovray, Nyon | 10 avril 2015, Stade Colovray, Nyon | 10 avril 2015, Stade Colovray, Nyon |  |  | 13 avril 2015, Stade Colovray, Nyon | 13 avril 2015, Stade Colovray, Nyon | 13 avril 2015, Stade Colovray, Nyon | 13 avril 2015, Stade Colovray, Nyon |
|  | RSC Anderlecht                                              | RSC Anderlecht                                           | 1                                                        | 1                                                        |                  |                  | 18 mars 2015, Stade Constant Vanden Stock, Anderlecht | 18 mars 2015, Stade Constant Vanden Stock, Anderlecht | 18 mars 2015, Stade Constant Vanden Stock, Anderlecht | 18 mars 2015, Stade Constant Vanden Stock, Anderlecht |  |  | 10 avril 2015, Stade Colovray, Nyon | 10 avril 2015, Stade Colovray, Nyon | 10 avril 2015, Stade Colovray, Nyon | 10 avril 2015, Stade Colovray, Nyon |  |  | 13 avril 2015, Stade Colovray, Nyon | 13 avril 2015, Stade Colovray, Nyon | 13 avril 2015, Stade Colovray, Nyon | 13 avril 2015, Stade Colovray, Nyon |
|  | FC Barcelone                                                | FC Barcelone                                             | 0                                                        | 0                                                        |                  |                  | 18 mars 2015, Stade Constant Vanden Stock, Anderlecht | 18 mars 2015, Stade Constant Vanden Stock, Anderlecht | 18 mars 2015, Stade Constant Vanden Stock, Anderlecht | 18 mars 2015, Stade Constant Vanden Stock, Anderlecht |  |  | 10 avril 2015, Stade Colovray, Nyon | 10 avril 2015, Stade Colovray, Nyon | 10 avril 2015, Stade Colovray, Nyon | 10 avril 2015, Stade Colovray, Nyon |  |  | 13 avril 2015, Stade Colovray, Nyon | 13 avril 2015, Stade Colovray, Nyon | 13 avril 2015, Stade Colovray, Nyon | 13 avril 2015, Stade Colovray, Nyon |
|  | FC Barcelone                                                | FC Barcelone                                             | 0                                                        | 0                                                        | RSC Anderlecht   | RSC Anderlecht   | 5                                                     | 5                                                     |                                                       |                                                       |  |  | 10 avril 2015, Stade Colovray, Nyon | 10 avril 2015, Stade Colovray, Nyon | 10 avril 2015, Stade Colovray, Nyon | 10 avril 2015, Stade Colovray, Nyon |  |  | 13 avril 2015, Stade Colovray, Nyon | 13 avril 2015, Stade Colovray, Nyon | 13 avril 2015, Stade Colovray, Nyon | 13 avril 2015, Stade Colovray, Nyon |
|  | 17 février 2015, Stade Alfredo Di Stéfano, Madrid           |                                                          |                                                          |                                                          | RSC Anderlecht   | RSC Anderlecht   | 5                                                     | 5                                                     |                                                       |                                                       |  |  | 10 avril 2015, Stade Colovray, Nyon | 10 avril 2015, Stade Colovray, Nyon | 10 avril 2015, Stade Colovray, Nyon | 10 avril 2015, Stade Colovray, Nyon |  |  | 13 avril 2015, Stade Colovray, Nyon | 13 avril 2015, Stade Colovray, Nyon | 13 avril 2015, Stade Colovray, Nyon | 13 avril 2015, Stade Colovray, Nyon |
|  |                                                             |                                                          | FC Porto                                                 | FC Porto                                                 | 0                | 0                |                                                       |                                                       |                                                       |                                                       |  |  | 10 avril 2015, Stade Colovray, Nyon | 10 avril 2015, Stade Colovray, Nyon | 10 avril 2015, Stade Colovray, Nyon | 10 avril 2015, Stade Colovray, Nyon |  |  | 13 avril 2015, Stade Colovray, Nyon | 13 avril 2015, Stade Colovray, Nyon | 13 avril 2015, Stade Colovray, Nyon | 13 avril 2015, Stade Colovray, Nyon |
|  | Real Madrid CF                                              | Real Madrid CF                                           | FC Porto                                                 | FC Porto                                                 | 0                | 0                | 1 (1)                                                 | 1 (1)                                                 |                                                       |                                                       |  |  | 10 avril 2015, Stade Colovray, Nyon | 10 avril 2015, Stade Colovray, Nyon | 10 avril 2015, Stade Colovray, Nyon | 10 avril 2015, Stade Colovray, Nyon |  |  | 13 avril 2015, Stade Colovray, Nyon | 13 avril 2015, Stade Colovray, Nyon | 13 avril 2015, Stade Colovray, Nyon | 13 avril 2015, Stade Colovray, Nyon |
|  | Real Madrid CF                                              | Real Madrid CF                                           | 17 mars 2015, Futebol Campus, Seixal                     |                                                          |                  |                  | 1 (1)                                                 | 1 (1)                                                 |                                                       |                                                       |  |  | 10 avril 2015, Stade Colovray, Nyon | 10 avril 2015, Stade Colovray, Nyon | 10 avril 2015, Stade Colovray, Nyon | 10 avril 2015, Stade Colovray, Nyon |  |  | 13 avril 2015, Stade Colovray, Nyon | 13 avril 2015, Stade Colovray, Nyon | 13 avril 2015, Stade Colovray, Nyon | 13 avril 2015, Stade Colovray, Nyon |
|  | FC Porto t.a.b.                                             | FC Porto t.a.b.                                          | 1 (3)                                                    | 1 (3)                                                    |                  |                  |                                                       |                                                       |                                                       |                                                       |  |  | 10 avril 2015, Stade Colovray, Nyon | 10 avril 2015, Stade Colovray, Nyon | 10 avril 2015, Stade Colovray, Nyon | 10 avril 2015, Stade Colovray, Nyon |  |  | 13 avril 2015, Stade Colovray, Nyon | 13 avril 2015, Stade Colovray, Nyon | 13 avril 2015, Stade Colovray, Nyon | 13 avril 2015, Stade Colovray, Nyon |
|  | FC Porto t.a.b.                                             | FC Porto t.a.b.                                          | 1 (3)                                                    | 1 (3)                                                    | RSC Anderlecht   | RSC Anderlecht   | 1                                                     | 1                                                     |                                                       |                                                       |  |  |                                     |                                     |                                     |                                     |  |  | 13 avril 2015, Stade Colovray, Nyon | 13 avril 2015, Stade Colovray, Nyon | 13 avril 2015, Stade Colovray, Nyon | 13 avril 2015, Stade Colovray, Nyon |
|  | 24 février 2015, Futebol Campus, Seixal                     |                                                          |                                                          |                                                          | RSC Anderlecht   | RSC Anderlecht   | 1                                                     | 1                                                     |                                                       |                                                       |  |  |                                     |                                     |                                     |                                     |  |  | 13 avril 2015, Stade Colovray, Nyon | 13 avril 2015, Stade Colovray, Nyon | 13 avril 2015, Stade Colovray, Nyon | 13 avril 2015, Stade Colovray, Nyon |
|  |                                                             |                                                          | Shakhtar Donetsk                                         | Shakhtar Donetsk                                         | 3                | 3                |                                                       |                                                       |                                                       |                                                       |  |  |                                     |                                     |                                     |                                     |  |  | 13 avril 2015, Stade Colovray, Nyon | 13 avril 2015, Stade Colovray, Nyon | 13 avril 2015, Stade Colovray, Nyon | 13 avril 2015, Stade Colovray, Nyon |
|  | Benfica Lisbonne                                            | Benfica Lisbonne                                         | Shakhtar Donetsk                                         | Shakhtar Donetsk                                         | 3                | 3                | 2                                                     | 2                                                     |                                                       |                                                       |  |  |                                     |                                     |                                     |                                     |  |  | 13 avril 2015, Stade Colovray, Nyon | 13 avril 2015, Stade Colovray, Nyon | 13 avril 2015, Stade Colovray, Nyon | 13 avril 2015, Stade Colovray, Nyon |
|  | Benfica Lisbonne                                            | Benfica Lisbonne                                         | 10 avril 2015, Stade Colovray, Nyon                      |                                                          |                  |                  | 2                                                     | 2                                                     |                                                       |                                                       |  |  |                                     |                                     |                                     |                                     |  |  | 13 avril 2015, Stade Colovray, Nyon | 13 avril 2015, Stade Colovray, Nyon | 13 avril 2015, Stade Colovray, Nyon | 13 avril 2015, Stade Colovray, Nyon |
|  | Liverpool FC                                                | Liverpool FC                                             | 1                                                        | 1                                                        |                  |                  |                                                       |                                                       |                                                       |                                                       |  |  |                                     |                                     |                                     |                                     |  |  | 13 avril 2015, Stade Colovray, Nyon | 13 avril 2015, Stade Colovray, Nyon | 13 avril 2015, Stade Colovray, Nyon | 13 avril 2015, Stade Colovray, Nyon |
|  | Liverpool FC                                                | Liverpool FC                                             | 1                                                        | 1                                                        | Benfica Lisbonne | Benfica Lisbonne | 1 (4)                                                 | 1 (4)                                                 |                                                       |                                                       |  |  |                                     |                                     |                                     |                                     |  |  | 13 avril 2015, Stade Colovray, Nyon | 13 avril 2015, Stade Colovray, Nyon | 13 avril 2015, Stade Colovray, Nyon | 13 avril 2015, Stade Colovray, Nyon |
|  | 23 février 2015, Bannikov Stadium, Kiev                     |                                                          |                                                          |                                                          | Benfica Lisbonne | Benfica Lisbonne | 1 (4)                                                 | 1 (4)                                                 |                                                       |                                                       |  |  |                                     |                                     |                                     |                                     |  |  | 13 avril 2015, Stade Colovray, Nyon | 13 avril 2015, Stade Colovray, Nyon | 13 avril 2015, Stade Colovray, Nyon | 13 avril 2015, Stade Colovray, Nyon |
|  |                                                             |                                                          | Shakhtar Donetsk t.a.b.                                  | Shakhtar Donetsk t.a.b.                                  | 1 (5)            | 1 (5)            |                                                       |                                                       |                                                       |                                                       |  |  |                                     |                                     |                                     |                                     |  |  | 13 avril 2015, Stade Colovray, Nyon | 13 avril 2015, Stade Colovray, Nyon | 13 avril 2015, Stade Colovray, Nyon | 13 avril 2015, Stade Colovray, Nyon |
|  | Shakhtar Donetsk t.a.b.                                     | Shakhtar Donetsk t.a.b.                                  | Shakhtar Donetsk t.a.b.                                  | Shakhtar Donetsk t.a.b.                                  | 1 (5)            | 1 (5)            | 1 (5)                                                 | 1 (5)                                                 |                                                       |                                                       |  |  |                                     |                                     |                                     |                                     |  |  | 13 avril 2015, Stade Colovray, Nyon | 13 avril 2015, Stade Colovray, Nyon | 13 avril 2015, Stade Colovray, Nyon | 13 avril 2015, Stade Colovray, Nyon |
|  | Shakhtar Donetsk t.a.b.                                     | Shakhtar Donetsk t.a.b.                                  | 17 mars 2015, Stadio Domenico Francioni, Latina          |                                                          |                  |                  | 1 (5)                                                 | 1 (5)                                                 |                                                       |                                                       |  |  |                                     |                                     |                                     |                                     |  |  | 13 avril 2015, Stade Colovray, Nyon | 13 avril 2015, Stade Colovray, Nyon | 13 avril 2015, Stade Colovray, Nyon | 13 avril 2015, Stade Colovray, Nyon |
|  | Olympiakos                                                  | Olympiakos                                               | 1 (4)                                                    | 1 (4)                                                    |                  |                  |                                                       |                                                       |                                                       |                                                       |  |  |                                     |                                     |                                     |                                     |  |  | 13 avril 2015, Stade Colovray, Nyon | 13 avril 2015, Stade Colovray, Nyon | 13 avril 2015, Stade Colovray, Nyon | 13 avril 2015, Stade Colovray, Nyon |
|  | Olympiakos                                                  | Olympiakos                                               | 1 (4)                                                    | 1 (4)                                                    | Shakhtar Donetsk | Shakhtar Donetsk | 2                                                     | 2                                                     |                                                       |                                                       |  |  |                                     |                                     |                                     |                                     |  |  |                                     |                                     |                                     |                                     |
|  | 24 février 2015, De Toekomst, Duivendrecht                  |                                                          |                                                          |                                                          | Shakhtar Donetsk | Shakhtar Donetsk | 2                                                     | 2                                                     |                                                       |                                                       |  |  |                                     |                                     |                                     |                                     |  |  |                                     |                                     |                                     |                                     |
|  |                                                             |                                                          | Chelsea FC                                               | Chelsea FC                                               | 3                | 3                |                                                       |                                                       |                                                       |                                                       |  |  |                                     |                                     |                                     |                                     |  |  |                                     |                                     |                                     |                                     |
|  | Ajax Amsterdam                                              | Ajax Amsterdam                                           | Chelsea FC                                               | Chelsea FC                                               | 3                | 3                | 0 (5)                                                 | 0 (5)                                                 |                                                       |                                                       |  |  |                                     |                                     |                                     |                                     |  |  |                                     |                                     |                                     |                                     |
|  | Ajax Amsterdam                                              | Ajax Amsterdam                                           |                                                          |                                                          |                  |                  |                                                       | 0 (5)                                                 |                                                       |                                                       |  |  |                                     |                                     |                                     |                                     |  |  |                                     |                                     |                                     |                                     |
|  | AS Roma t.a.b.                                              | AS Roma t.a.b.                                           | 0 (6)                                                    | 0 (6)                                                    |                  |                  |                                                       |                                                       |                                                       |                                                       |  |  |                                     |                                     |                                     |                                     |  |  |                                     |                                     |                                     |                                     |
|  | AS Roma t.a.b.                                              | AS Roma t.a.b.                                           | 0 (6)                                                    | 0 (6)                                                    | AS Roma          | AS Roma          | 2                                                     | 2                                                     |                                                       |                                                       |  |  |                                     |                                     |                                     |                                     |  |  |                                     |                                     |                                     |                                     |
|  | 24 février 2015, Etihad Campus, Manchester                  |                                                          |                                                          |                                                          | AS Roma          | AS Roma          | 2                                                     | 2                                                     |                                                       |                                                       |  |  |                                     |                                     |                                     |                                     |  |  |                                     |                                     |                                     |                                     |
|  |                                                             |                                                          | Manchester City                                          | Manchester City                                          | 1                | 1                |                                                       |                                                       |                                                       |                                                       |  |  |                                     |                                     |                                     |                                     |  |  |                                     |                                     |                                     |                                     |
|  | Manchester City t.a.b.                                      | Manchester City t.a.b.                                   | Manchester City                                          | Manchester City                                          | 1                | 1                | 1 (3)                                                 | 1 (3)                                                 |                                                       |                                                       |  |  |                                     |                                     |                                     |                                     |  |  |                                     |                                     |                                     |                                     |
|  | Manchester City t.a.b.                                      | Manchester City t.a.b.                                   | 10 mars 2015, Cobham Training Centre, Cobham             |                                                          |                  |                  | 1 (3)                                                 | 1 (3)                                                 |                                                       |                                                       |  |  |                                     |                                     |                                     |                                     |  |  |                                     |                                     |                                     |                                     |
|  | Schalke 04                                                  | Schalke 04                                               | 1 (1)                                                    | 1 (1)                                                    |                  |                  |                                                       |                                                       |                                                       |                                                       |  |  |                                     |                                     |                                     |                                     |  |  |                                     |                                     |                                     |                                     |
|  | Schalke 04                                                  | Schalke 04                                               | 1 (1)                                                    | 1 (1)                                                    | AS Roma          | AS Roma          | 0                                                     | 0                                                     |                                                       |                                                       |  |  |                                     |                                     |                                     |                                     |  |  |                                     |                                     |                                     |                                     |
|  | 25 février 2015, The Electrical Services Stadium, Aldershot |                                                          |                                                          |                                                          | AS Roma          | AS Roma          | 0                                                     | 0                                                     |                                                       |                                                       |  |  |                                     |                                     |                                     |                                     |  |  |                                     |                                     |                                     |                                     |
|  |                                                             |                                                          | Chelsea FC                                               | Chelsea FC                                               | 4                | 4                |                                                       |                                                       |                                                       |                                                       |  |  |                                     |                                     |                                     |                                     |  |  |                                     |                                     |                                     |                                     |
|  | Chelsea FC                                                  | Chelsea FC                                               | Chelsea FC                                               | Chelsea FC                                               | 4                | 4                | 3                                                     | 3                                                     |                                                       |                                                       |  |  |                                     |                                     |                                     |                                     |  |  |                                     |                                     |                                     |                                     |
|  | Chelsea FC                                                  | Chelsea FC                                               |                                                          |                                                          |                  |                  |                                                       | 3                                                     |                                                       |                                                       |  |  |                                     |                                     |                                     |                                     |  |  |                                     |                                     |                                     |                                     |
|  | Zénith Saint-Pétersbourg                                    | Zénith Saint-Pétersbourg                                 | 1                                                        | 1                                                        |                  |                  |                                                       |                                                       |                                                       |                                                       |  |  |                                     |                                     |                                     |                                     |  |  |                                     |                                     |                                     |                                     |
|  | Zénith Saint-Pétersbourg                                    | Zénith Saint-Pétersbourg                                 | 1                                                        | 1                                                        | Chelsea FC       | Chelsea FC       | 2                                                     | 2                                                     |                                                       |                                                       |  |  |                                     |                                     |                                     |                                     |  |  |                                     |                                     |                                     |                                     |
|  | 27 janvier 2015, Estadio Cerro del Espino, Majadahonda      |                                                          |                                                          |                                                          | Chelsea FC       | Chelsea FC       | 2                                                     | 2                                                     |                                                       |                                                       |  |  |                                     |                                     |                                     |                                     |  |  |                                     |                                     |                                     |                                     |
|  |                                                             |                                                          | Atlético Madrid                                          | Atlético Madrid                                          | 0                | 0                |                                                       |                                                       |                                                       |                                                       |  |  |                                     |                                     |                                     |                                     |  |  |                                     |                                     |                                     |                                     |
|  | Atlético Madrid                                             | Atlético Madrid                                          | Atlético Madrid                                          | Atlético Madrid                                          | 0                | 0                | 1                                                     | 1                                                     |                                                       |                                                       |  |  |                                     |                                     |                                     |                                     |  |  |                                     |                                     |                                     |                                     |
|  | Atlético Madrid                                             | Atlético Madrid                                          |                                                          |                                                          |                  |                  |                                                       | 1                                                     |                                                       |                                                       |  |  |                                     |                                     |                                     |                                     |  |  |                                     |                                     |                                     |                                     |
|  | Arsenal FC                                                  | Arsenal FC                                               | 0                                                        | 0                                                        |                  |                  |                                                       |                                                       |                                                       |                                                       |  |  |                                     |                                     |                                     |                                     |  |  |                                     |                                     |                                     |                                     |
|  | Arsenal FC                                                  | Arsenal FC                                               | 0                                                        | 0                                                        |                  |                  |                                                       |                                                       |                                                       |                                                       |  |  |                                     |                                     |                                     |                                     |  |  |                                     |                                     |                                     |                                     |
|  |                                                             |                                                          |                                                          |                                                          |                  |                  |                                                       |                                                       |                                                       |                                                       |  |  |                                     |                                     |                                     |                                     |  |  |                                     |                                     |                                     |                                     |

### Huitièmes de finale
À partir des 8es de finale, les rencontres de se jouent sur un seul match les 27 janvier, 17, 23, 24 et 25 février 2015. Les vainqueurs de groupe recevant une équipe classée deuxième sur un match simple.
Des équipes de la même association ou du même groupe ne peuvent se rencontrer à ce stade.
| Club             | Score               | Club                     |
| ---------------- | ------------------- | ------------------------ |
| Atlético Madrid  | 1 - 0               | Arsenal FC               |
| Real Madrid CF   | 1 - 1, 1 t.a.b. à 3 | FC Porto                 |
| Shakhtar Donetsk | 1 - 1, 5 t.a.b. à 4 | Olympiakos               |
| RSC Anderlecht   | 1 - 0               | FC Barcelone             |
| Benfica Lisbonne | 2 -1                | Liverpool FC             |
| Manchester City  | 1 - 1, 3 t.a.b. à 1 | Schalke 04               |
| Ajax Amsterdam   | 0 - 0, 5 t.a.b. à 6 | AS Roma                  |
| Chelsea FC       | 3 - 1               | Zénith Saint-Pétersbourg |

### Quarts de finale
Les matchs ont lieu les 10, 17 et 18 mars 2015.
| Club             | Score            | Club             |
| ---------------- | ---------------- | ---------------- |
| Chelsea FC       | 2 - 0            | Atlético Madrid  |
| Benfica Lisbonne | 1 - 1, 4 t.a.b 5 | Shakhtar Donetsk |
| AS Roma          | 2 - 1            | Manchester City  |
| RSC Anderlecht   | 5 - 0            | FC Porto         |

### Demi-finales
Les rencontres ont lieu le 10 avril 2015.
| Club           | Score | Club             |
| -------------- | ----- | ---------------- |
| RSC Anderlecht | 1 - 3 | Shakhtar Donetsk |
| AS Roma        | 0 - 4 | Chelsea FC       |

### Finale
Le match a eu lieu le 13 avril 2015.
| Club             | Score | Club       |
| ---------------- | ----- | ---------- |
| Shakhtar Donetsk | 2 - 3 | Chelsea FC |

## Nombre d'équipes par association et par tour
| Association         |                     | Phase de groupes                                    | Huitièmes de finale                         | Quarts de finale       | Demi-finales           | Finale     |
| ------------------- | ------------------- | --------------------------------------------------- | ------------------------------------------- | ---------------------- | ---------------------- | ---------- |
| Allemagne           |                     | 4 Dortmund, Bayern, Schalke, Leverkusen             | 1 Schalke                                   | -                      | -                      | -          |
| Angleterre          |                     | 4 Chelsea, Liverpool FC, Arsenal, Man. City         | 4 Chelsea, Liverpool FC, Arsenal, Man. City | 2 Chelsea, Man. City   | 1 Chelsea              | 1 Chelsea  |
| Espagne             |                     | 4 Atletico Madrid, Barcelone, Real, Athletic Bilbao | 3 Atletico Madrid, Barcelone, Real          | 1 Atletico Madrid      | -                      | -          |
| France              |                     | 2 AS Monaco , PSG                                   | -                                           | -                      | -                      | -          |
| Italie              |                     | 2 AS Rome, Juventus                                 | 1 AS Rome                                   | 1 AS Rome              | 1 AS Rome              | -          |
| Portugal            |                     | 3 Porto, Benfica, Sporting CP                       | 2 Porto, Benfica                            | 2 Porto, Benfica       | -                      | -          |
| Russie              |                     | 2 Zénith, CSKA                                      | 1 Zénith                                    | -                      | -                      | -          |
| Autres associations | Autres associations | 11                                                  | 4 Anderlecht, Shakhtar, Ajax, Olympiakos    | 2 Anderlecht, Shakhtar | 2 Anderlecht, Shakhtar | 1 Shakhtar |
| Total               | Total               | 32                                                  | 16                                          | 8                      | 4                      | 2          |

## Classement annexes

### Buteur
| Rang | buteur             | équipe           | buts | Minutes jouées |
| ---- | ------------------ | ---------------- | ---- | -------------- |
| 1    | Dominic Solanke    | Chelsea FC       | 12   | 765            |
| 2    | Aaron Leya Iseka   | Anderlecht       | 9    | 650            |
| 3    | Borja Mayoral      | Real Madrid      | 7    | 552            |
| 4    | Zakaria El Azzouzi | Ajax             | 6    | 188            |
| 4    | Jerome Sinclair    | Liverpool FC     | 6    | 604            |
| 4    | Jack Byrne         | Manchester City  | 6    | 653            |
| 7    | Nikólaos Vérgos    | Olympiakos       | 5    | 408            |
| 7    | Leonardo Acevedo   | Porto            | 5    | 418            |
| 7    | Marc Brasnic       | Bayer Leverkusen | 5    | 450            |
| 7    | Daniel Crowley     | Arsenal FC       | 5    | 630            |
| 7    | Charlie Colkett    | Chelsea FC       | 5    | 889            |

### Passeur
| Rang | Passeur             | Club                | Passes décisives | Minutes jouées |
| ---- | ------------------- | ------------------- | ---------------- | -------------- |
| 1    | Andy Kawaya         | Anderlecht          | 9                | 520            |
| 2    | Arxhend Cani        | Basel               | 5                | 502            |
| 2    | Yakou Méïté         | Paris Saint-Germain | 5                | 540            |
| 2    | João Carvalho       | S.L. Benfica        | 5                | 654            |
| 2    | Isaiah Brown        | Chelsea FC          | 5                | 744            |
| 2    | Andreas Christensen | Chelsea FC          | 5                | 900            |
| 7    | Renato Sanches      | S.L. Benfica        | 4                | 438            |
| 7    | Thierry Ambrose     | Manchester City     | 4                | 703            |
| 7    | Dominic Solanke     | Chelsea FC          | 4                | 765            |
| 7    | Denys Arendaruk     | Shakhtar Donetsk    | 4                | 815            |
| 7    | Charlie Colkett     | Chelsea FC          | 4                | 889            |
| 7    | Oleksandr Zubkov    | Shakhtar Donetsk    | 4                | 897            |